# Gyllennackad tangara
Gyllennackad tangara (Chalcothraupis ruficervix) är en fågel i familjen tangaror inom ordningen tättingar.

## Utseende
Gyllennackad tangara är en liten och mycket färgglad tangara. Den är mestadels turkosblå med beigefärgad undergump. Ansiktet är svart och på bakre delen av hjässan syns en beigeorange fläck. Könen är lika.

## Utbredning och systematik
Gyllennackad tangara delas in i sex underarter med följande utbredning:
- ruficervix-gruppen
  - Chalcothraupis ruficervix ruficervix – Anderna i Colombia och Sierra Nevada de Santa Marta
  - Chalcothraupis ruficervix taylori – sydöstra Colombia (öster om Anderna) och östra Ecuador
  - Chalcothraupis ruficervix leucotis – subtropiska västra Ecuador
- fulvicervix-gruppen
  - Chalcothraupis ruficervix amabilis – subtropiska norra Peru (söderut till Huánuco)
  - Chalcothraupis ruficervix inca – subtropiska södra Peru (i norr till Junín)
  - Chalcothraupis ruficervix fulvicervix – yungas i nordvästra Bolivia (La Paz och Cochabamba)

Sedan 2016 urskiljer Birdlife International och naturvårdsunionen IUCN fulvicervix-gruppen som den egna arten "rostnackad tangara". 

### Släktestillhörighet
Traditionellt placeras arten i släktet Tangara. Genetiska studier visar dock att släktet är polyfyletiskt, där en del av arterna står närmare släktet Thraupis. Dessa resultat har implementerats på olika sätt av de internationella taxonomiska auktoriteterna, där vissa expanderar Tangara till att även inkludera Thraupis, medan andra, som tongivande Clements et al., delar upp Tangara i mindre släkten. I det senare fallet lyfts gyllennackad tangara ut i det egna släktet Chalcothraupis, och denna linje följs här.

## Levnadssätt
Gyllennackad tangara hittas i Anderna i subtropiska skogar, skogsbryn och trädgårdar. Den ses vanligen i par som ofta slår följe med artblandade flockar födosökande i trädkronorna.

## Status
IUCN bedömer hotstatus för underartsgrupperna (eller arterna) var för sig, båda som livskraftiga.

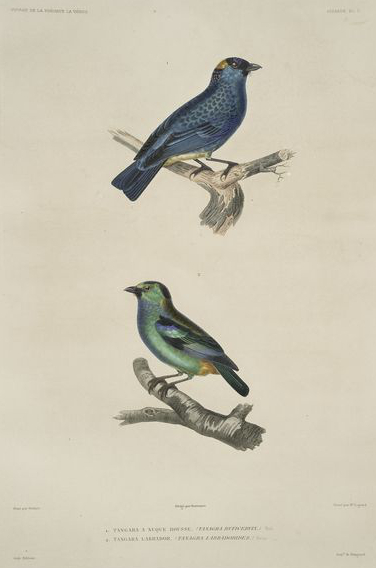